# Kajmy
Kajmy (deutsch Kaymen) ist ein kleines Dorf in der polnischen Woiwodschaft Ermland-Masuren zur Stadt-und-Land-Gemeinde Pasłęk (Preußisch Holland) im Powiat Elbląski (Kreis Elbing) gehört.

## Geographische Lage
Kajmy liegt fünf Kilometer nordöstlich der Stadt Pasłęk und ist über eine Stichstraße erreichbar, die von der Woiwodschaftsstraße 513 abzweigt. Die nächste Bahnstation ist Pasłęk an der Staatsbahnstrecke von Olsztyn (Allenstein) über Morąg (Mohrungen) nach Bogaczewo (Güldenboden).

## Geschichte
Das bis 1945 Kaymen genannte Gutsdorf wurde im Jahre 1874 in den neu errichteten Amtsbezirk Angnitten (heute polnisch: Anglity) eingegliedert. Er gehörte bis 1945 zum Landkreis Preußisch Holland im Regierungsbezirk Königsberg der preußischen Provinz Ostpreußen. Im Jahre 1910 zählte das Dorf 47 Einwohner.
Am 30. September 1928 gab Kaymen seine Eigenständigkeit auf und schloss sich mit den Nachbarorten Angnitten und Koppeln (heute polnisch: Kopina) zur Landgemeinde Angnitten zusammen.
Infolge des Zweiten Weltkrieges kam Kaymen mit dem südlichen Ostpreußen zu Polen und erhielt die polnische Bezeichnung „Kajmy“. Das heute sehr kleine Dorf ist eine Ortschaft im Schulzenamt (sołectwo) Gulbity (Golbitten) innerhalb der Stadt- und Landgemeinde Pasłęk (Preußisch Holland) im Powiat Elbląski der Woiwodschaft Ermland-Masuren (1975 bis 1998 Woiwodschaft Elbląg).

## Religionen
Die Bevölkerung von Kaymen – in der Mehrheit evangelischer Konfession – war bis 1945 kirchlich nach Preußisch Holland (heute polnisch: Pasłęk) ausgerichtet. Die benachbarte Kreisstadt war Sitz eines evangelischen Kirchenkreises innerhalb der Kirchenprovinz Ostpreußen der Kirche der Altpreußischen Union. Der kirchliche Bezug nach Pasłek ist nach 1945 geblieben. 
Die Einwohner Kajmys sind heute mehrheitlich katholischer Konfession und dem Dekanat Pasłęk I im Bistum Elbląg der Katholischen Kirche in Polen zugeordnet. Die evangelische Kirchengemeinde Pasłęk ist heute eine Filialgemeinde der Pfarrei in Ostróda (Osterode), die zur Diözese Masuren der Evangelisch-lutherischen Kirche in Polen gehört.